# Anatista macrophylla
Anatista macrophylla är en skalbaggsart som beskrevs av Ohaus 1905. Anatista macrophylla ingår i släktet Anatista och familjen Rutelidae. Inga underarter finns listade i Catalogue of Life.